# Luigi Cherubini

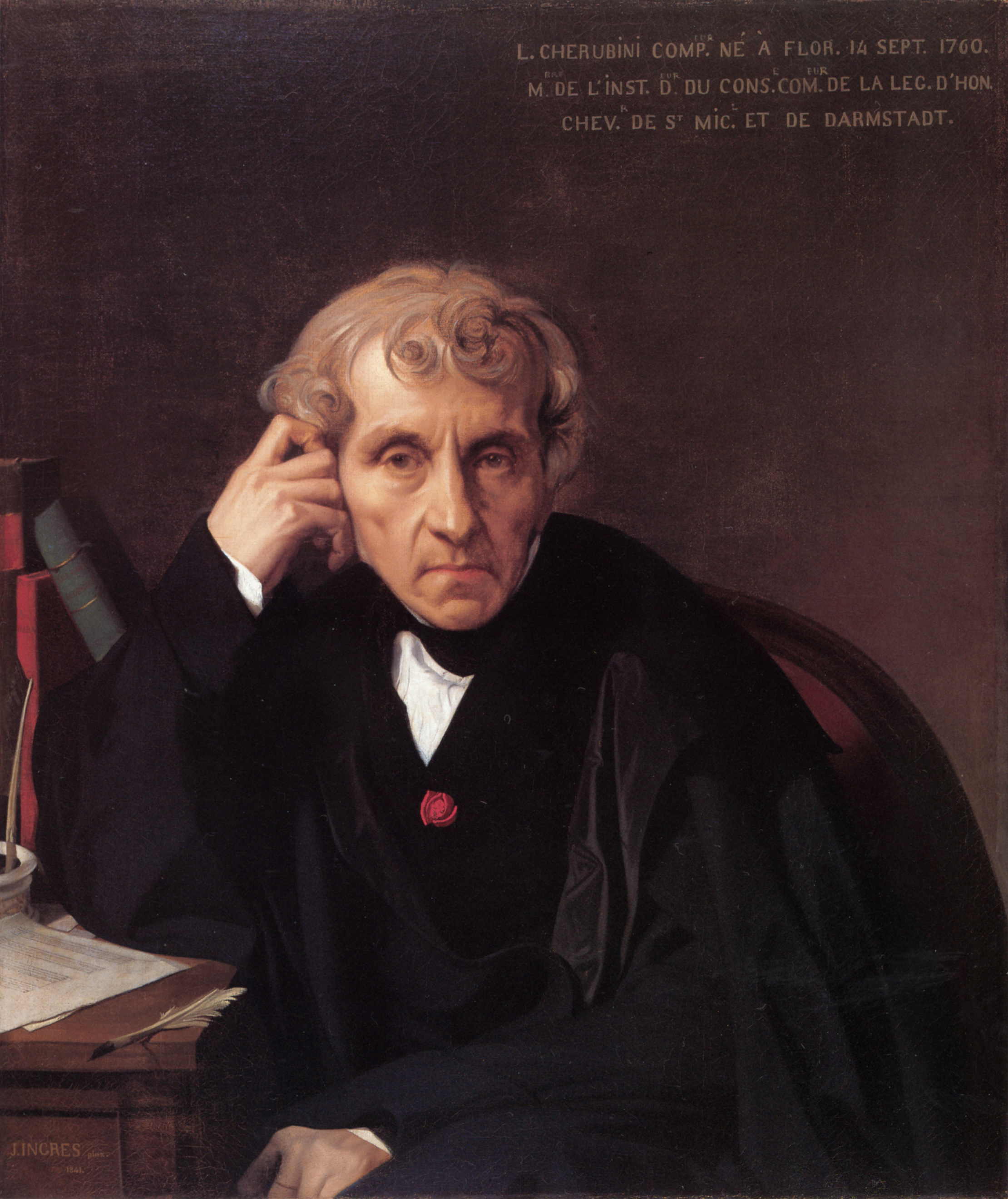
Luigi Cherubini (1841)

Maria Luigi Carlo Zenobio Salvatore Cherubini (14. září 1760, Florencie – 15. března 1842, Paříž) byl italský a francouzský hudební skladatel.

## Život

### Život do roku 1805
Narodil se v rodině hudebníka. Vážně se začal hudbou zabývat už v šesti letech a ve třinácti zkomponoval Te Deum, Credo, Miserere, mši a Dixit. V osmnácti si získal pozornost velkovévody a později císaře Leopolda II., který mu poskytl trvalou finanční podporu. To mu umožnilo studovat skladbu a kontrapunkt u Giuseppe Sartiho (1729–1802) v Bologni. Giuseppe Sarti byl vyznavačem římské školy a doporučil Cherubinimu, aby nepodlehl lákání neapolské operní školy a za své vzory raději zvolil Palestrinu a jeho současníky. Cherubini tak studoval, opisoval a analyzoval partitury mistrů římské školy, což mu přišlo velmi vhod později ve funkci ředitele pařížské konzervatoře, kdy vystupoval jako přísný strážce zákonů harmonie a kontrapunktu, s jehož autoritou měli potíže i Hector Berlioz a César Franck.
Pod vlivem této výchovy probíhala první etapa jeho skladatelské činnosti, ve které psal hudbu převážně na liturgické texty. Nicméně stále více a více ho přitahovalo operní jeviště. Jeho první významná opera , Quinto Fabio, měla premiéru v roce 1780 v Alexandrii. Rychle za sebou následovalo dalších šest oper uvedených v různých italských městech.

V roce 1784 byl Cherubini pozván do Londýna, kde zkomponoval a uvedl dvě opery: La Finta Principessa a Giulio Sabino, které mu vynesly jmenování dvorním skladatelem. Z Londýna odešel do Paříže, která se, kromě krátkého pobytu v Itálii v zimě roku 1787, stala jeho druhým domovem. Přišel sem v době zuřící války stoupenců Picciniho a Glucka, z nichž první představoval typickou italskou operní školu zaměřenou na pěveckou virtuositu, zatímco druhý přinášel nového ducha hudebního dramatu.

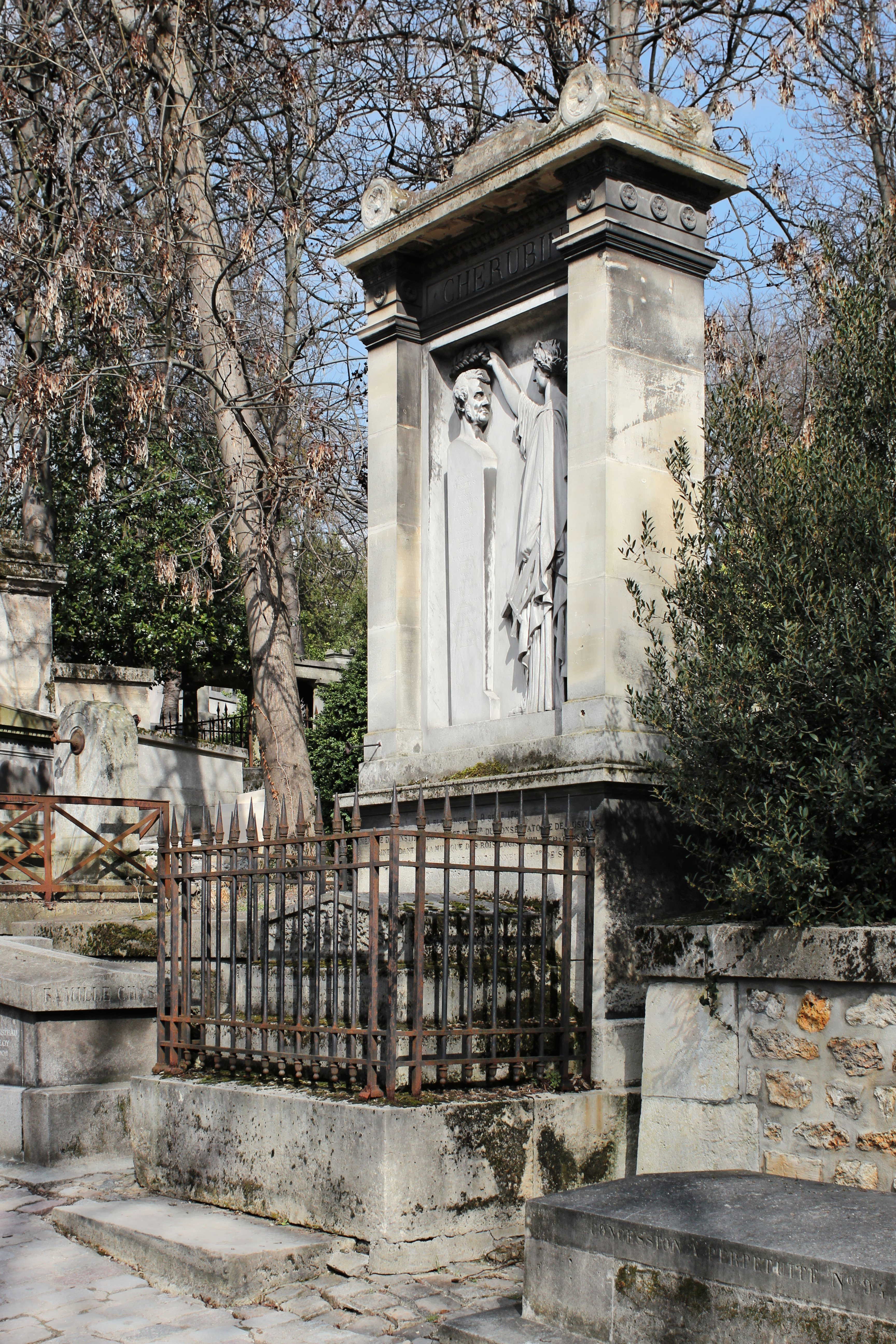
Náhrobek na hřbitově Père Lachaise v Paříži

Neklidná léta 1788 až 1805 prožil i Cherubini ve starostech o svou existenci. Zkomponoval celouřadu oper, ale bez většího úspěchu, snad i proto, že svá díla uváděl v malém divadle Theatre de la Foire Saint-Germain, neboť Velká opera jeho opery nepřijímala. Když v roce 1795 vznikla pařížská konzervatoř byl jmenován jedním z jejích inspektorů. To však nikterak nezmenšilo jeho existenční potíže.
V roce 1805 přijal pozvání do Vídně, kde následujícího roku uvedl operu Faniska, která měla velký úspěch. Byla vysoce oceněna nejen publikem, ale i předními vídeňskými skladateli včetně Haydna a Beethovena. Nezískal si však přízeň Napoleona I., který dával přednost lehčí hudbě oper Paisiella a Zingarelliho a to ani po návratu do Paříže novou operou Pygmalion.

### Život po roce 1805
Cherubini svůj neúspěch v boji o uznání těžce nesl a kromě toho onemocněl. Přijal proto pozvání prince de Chimay k rehabilitaci na jeho zámku v Chimay. Prakticky nekomponoval a věnoval se botanice a kreslení. U příležitosti vysvěcení kostela byl požádán o zkomponování slavnostní mše. Výsledkem byla Messe in F, která zcela změnila jeho život. Napsal sice ještě pět oper, ale těžiště jeho práce se přesunulo do oblasti chrámové a symfonické hudby.
V roce 1815 ho pozvala Londýnská filharmonická společnost (London Philharmonic Society) do Londýna a objednala symfonii, ouverturu a kompozici pro sbor a orchestr. Úspěch koncertů zvýšil jeho zahraniční prestiž. Kromě toho po nástupu Ludvíka XVIII. na trůn získal i ve Francii konečně postavení odpovídající jeho schopnostem. Byl jmenován královským hudebním superintendantem a ředitelem pařížské konzervatoře. Nejenže v této době vznikla jeho největší díla, ale měl vliv i na výchovu nové generace francouzských hudebních skladatelů, kteří uskutečňovali Cherubiniho ideály.
Konzervativní Cherubini se mj. dostal do sporu s mladým Berliozem (jejich spory pokračovaly i po Berliozově odchodu z konzervatoře), ale to už byl spor s nastupujícím novým hudebním směrem – romantismem, pro který stárnoucí umělec nenalezl pochopení.
Kromě vrcholných děl chrámové hudby, která je dnes považována za nejcennější Cherubiniho dědictví, dokončil v roce 1835 i své hudebně vědecké a pedagogické životní dílo Cours de contrepoint et de fugue.
Zemřel v Paříži 15. března 1842 ve věku 81 let a je pochován na pařížském hřbitově Père-Lachaise.

## Dílo
Cherubini zanechal na 450 děl, z nichž téměř sto vyšlo i tiskem. Mezi nimi najdeme 26 mší, 2 rekviem, 6 klavírních sonát, 5 smyčcových kvartetů, symfonii, oratorium, 35 oper a 38 motet, řadu litanií, kantát a drobnějších skladeb.

### Opery
- Amore artigiano (22.10.1773 Fiesole)
- Il giuocatore (1775)
- NT (16.2.1778 Florencie)
- Il Quinto Fabio (1779 Alexandrie; 1.1783 Řím)
- Armida abbandonata (25.1.1782 Florencie)
- Adriano in Siria (16.4.1782 Livorno)
- Mesenzio re d'Etruria (6.9.1782 Florencie)
- Lo sposo di tre e marito di nessuna (11.1783 Benátky)
- Olimpiade (1783)
- L'Alessandro nell'Indie (1784 Mantova)
- L'Idalide (26.12.1784 Florencie)
- La finta principessa (2.4.1785 Londýn)
- Il Giulio Sabino (30.3.1786 Londýn)
- Ifigenia in Aulide (12.1.1788 Turín)
- Démophon (2.12.1788 Paříž)
- La Molinarella (31.10.1789 Paříž)
- Marguerite d'Anjou (1790 Paříž)
- Lodoïska (18.7.1791 Paříž)
- Koukourgi (1793)
- Eliza, ou Le Voyage aux glaciers du Mont St-Bernard (23.2.1794 Paříž)
- Médée (13.3.1797 Paříž)
- L'Hôtellerie portugaise (25.7.1798 Paříž)
- La Punition (23.2.1799 Paříž)
- La Prisonnière (12.9.1799 Paříž – společně s François Adrien Boieldieu)
- Les Deux journées ou Le Porteur d'eau (česky Dva dny čili nosič vody, krátce Vodař, 16.1.1800 Paříž) – jedna z nejpopulárnějších Cherubiniho oper, mimo jiné byla první operou uvedenou na scéně Prozatímního divadla v Praze dne 20. listopadu 1862.[1]
- Epicure (14.3.1800 Paříž – společně s Étienne Méhulem)
- Anacréon, ou L'Amour fugitif (4.10.1803 Paříž)
- Faniska (25.2.1806 Vídeň)
- Pimmalione (30.11.1809 Paříž)
- Le Crescendo (30.9.1810 Paříž)
- Les Abencérages, ou L'Étendard de Grenade (6.4.1813 Paříž)
- Bayard à Mézières (12.2.1814 Paříž – společně s Boieldieu a dalšími)
- Blanche de Provence, ou La Cour de fées (1.5.1821 Paříž – společně s Henri-Montan Bertonem a dalšími)
- La Marquise de Brinvilliers (31.10.1831 Paříž)
- Ali-Baba, ou Les Quarante voleurs (22.7.1833 Paříž)

### Mše
- 5 mší z let 1773 až 1776
Messe en la majeur à trois voix (1808)
- Messe en fa majeur dite « Messe de Chimay » (1809)
- Messe en ré mineur deuxième Messe Solennelle (1811)
- Messe en ut majeur (1816)
- Messe solennelle en sol majeur, pour le sacre de Louis XVIII (1819)
- Messe en la majeur, troisième Messe Solennelle, pour le couronnement de Charles X, (1825 Remeš)
- Requiem en ut mineur, à la mémoire de Louis XVI (1816)
- Requiem en ré mineur (1836)

## Řády a ocenění
- 1814 : Rytíř čestné legie (Chevalier de la Légion d'honneur)
- 1815 : Člen Akademie krásných umění (l'Académie des Beaux-Arts)
- 1841 : Komandér čestné legie (Commandeur de la Légion d'honneur)

## České památky
- Bernard Otto Seeling roku 1884 vytesal Cherubiniho sochu v životní velikosti (z pískovce) pro attiku Rudolfina v Praze; roku 1941 byla socha nacisty odstraněna, po válce vrácena. Socha je na severozápadním nároží průčelí budovy směrem do Alšova nábřeží.